# Кузнецов, Владимир Александрович (тяжелоатлет)
Владимир Александрович Кузнецов (род. 5 ноября 1963, Биробиджан, СССР) — советский тяжелоатлет, двукратный чемпион Европы (1990, 1992), призёр чемпионата мира (1983), призёр соревнований «Дружба-84» (1984), многократный рекордсмен мира в среднем весе. Заслуженный мастер спорта России (2000).

## Биография
Владимир Кузнецов родился 5 ноября 1963 года в Биробиджане. Начал заниматься тяжёлой атлетикой в возрасте 14 лет у Романа Литвака. В 1980 году поступил в Краснодарский институт физкультуры и переехал в Краснодар, где продолжил тренироваться под руководством Юрия Саркисяна. В 1983 году стал победителем VIII Спартакиады народов СССР и был включён в состав сборной СССР на чемпионате мира в Москве. В ходе этого турнира трижды устанавливал мировые рекорды в рывке и по сумме упражнений, но уступил болгарскому атлету Александру Вырбанову и занял второе место. В 1984 году готовился к участию в Олимпийских играх в Лос-Анджелесе, однако политическое руководство СССР приняло решение об их бойкоте советскими спортсменами. На соревнованиях «Дружба-84» стал серебряным призёром. При этом его результат оказался на 22,5 кг больше чем тот, что показал победитель Олимпиады в Лос-Анджелесе Карл-Хайнц Радшински (ФРГ).
В дальнейшем из-за травмы спины Владимир Кузнецов несколько лет не показывал высокие результаты и не смог пройти отбор в состав сборной СССР, выступавшей на Олимпийских играх в Сеуле (1988). В 1990 году окончательно восстановившись и возобновив полноценные тренировки, выиграл чемпионат Европы в Ольборге. В 1992 году вновь стал чемпионом Европы, однако несмотря на этот успех тренерский штаб Объединённой команды не включил его в состав участников Олимпийских игр в Барселоне (1992). Установил 5 рекордов Мира (1982-1983).
В 1993 году Владимир Кузнецов завершил свою спортивную карьеру. С 2000 года работает в Детско-юношеской спортивной школе № 8 города Краснодара, с 2002 года является её директором.